# Jānis Bordāns
Jānis Bordāns, né le 21 juin 1967, est un homme politique letton, membre du Nouveau Parti conservateur (JKP).

## Biographie
Après avoir été diplômé de la faculté de droit de l'université de Lettonie en 1992, il est élu député à la Saeima en 1994. Il démissionne un an plus tard et devient avocat en 1996. Nommé conseiller juridique et secrétaire parlementaire du Premier ministre en juin 2010, il quitte ces fonctions à peine cinq mois plus tard.
Il est désigné secrétaire parlementaire du ministère de la Justice en 2011, puis choisi, le 5 juillet 2012, comme nouveau ministre de la Justice, à la suite du départ de Gaidis Bērziņš. La même année, il devient membre de l'Alliance nationale (NA). Lors de la formation du gouvernement Straujuma I le 22 janvier 2014, il cède son poste à la nationaliste Baiba Broka et quitte l'exécutif.
En 2013, il quitte la NA avant de rejoindre le Nouveau Parti conservateur (JKP) fondé en mai 2014.
Le 7 novembre 2018, le président Raimonds Vējonis le charge de former un nouveau gouvernement. Il a jusqu'au 21 novembre pour le présenter et former ainsi une majorité parlementaire. Finalement, il annonce dès le 14 novembre, son échec à la constitution d'un nouveau gouvernement.
Il est nommé vice-Premier ministre et ministre de la Justice le 23 janvier 2019.